# Orquestra de la Comunitat Valenciana
Het Orquestra de la Comunitat Valenciana te Valencia is een Spaans symfonieorkest dat is opgericht in 2006. Het orkest speelt voornamelijk opera en is de bespeler van het door Santiago Calatrava ontworpen operahuis Palau de les Arts Reina Sofia.

## Oprichting
Het orkest beleefde zijn eerste seizoen in 2006. Het bestaat uit voornamelijk jonge musici van veel verschillende nationaliteiten. Het orkest heeft nu al een reputatie opgebouwd het beste orkest van Spanje te zijn.

## Dirigenten
Lorin Maazel is de chef-dirigent van het orkest. Hij was bij de oprichting verantwoordelijk voor het aanstellen van de musici en heeft als zodanig een persoonlijke stempel gedrukt op de klank van het orkest. Vaste gastdirigent is Zubin Mehta.

## Repertoire
Het orkest speelt voornamelijk opera, maar speelt ook symfonische programma's. De eerste twee seizoenen kenmerken zich door een programmering met voornamelijk traditioneel operarepertoire, waaronder opera's van Puccini, Verdi en Mozart, met een uitstapje naar Prokofjev en Glass. Met Zubin Mehta is het orkest bezig aan een cyclus van Wagners Der Ring des Nibelungen.